# Niets bijzonders
Niets bijzonders is een hoorspel van Jens Rehn. Nichts Außergewöhnliches werd op 6 oktober 1963 door de Süddeutscher Rundfunk uitgezonden. Erna van der Beek vertaalde het en de AVRO zond het uit op donderdag 3 maart 1966 (met een herhaling op donderdag 2 juli 1970). De regisseur was Dick van Putten. Het hoorspel duurde 39 minuten.

## Rolbezetting
- Piet Kamerman (de verslaggever)
- Joke Hagelen (de secretaresse)
- Constant van Kerckhoven (de chef)
- Hans Veerman (de jonge soldaat)
- Wiesje Bouwmeester (de oude vrouw)
- Han König (de melkboer)

## Inhoud
Plaats van de handeling: Berlijn vóór de val van de Muur. In het oosten van de stad maakt een stervende vrouw zich zorgen om haar hond. Als de hond de dode verlaten heeft, wordt hij aan de Muur geraakt door de schoten van een grenssoldaat. Het is echter niet het neerschieten van de hond die de centrale gebeurtenis van dit Berlijnse verhaal vormt. In het gespleten bewustzijn van de jonge schutter weerspiegelt zich de dramatische toestand die tot dit voorval leidt: de situatie van de gespleten stad…